# Curt Riberdahl
Curt Sigurd Riberdahl, född 22 november 1936 i Upplands Väsby, Stockholms län, död 29 april 2020 i Brännkyrka distrikt, Stockholm, var en svensk jurist, kommunalrättsexpert och adjungerad professor i juridik vid Uppsala universitet. Han var gift med Solveig Riberdahl.
Riberdahl var notarie 1961 vid Jämtlands östra domsaga för att sedan arbeta vid Drätselkammaren i Östersunds kommun. Han anställdes 1965 vid Svenska kommunförbundet, där han 1982 blev direktör och chef för juridiska avdelningen. 1994 blev han adjungerad professor vid Uppsala universitet.